# Sorel (album)
Sorel este primul album de studio al formației românești Ca$$a Loco, lansat în anul 2000.

## Ordinea pieselor pe disc
1. Făt-Frumos - 4:46
2. Sorel (radio edit) - 4:21
3. Ești o vagaboantă - 3:58
4. Sorel (DJ Phantom freestyle remix) - 4:06
5. Partydele - 4:08
6. Non stop - 2:31
7. Mishto (Coco Jambo radio edit) - 3:32
8. Mishto (original edit) - 3:32
9. Sorel (Yak remix) - 4:56